# 마담 로자
《마담 로자》(Madame Rosa)는 프랑스에서 제작된 모쉬 미즈라히 감독의 1977년 드라마 영화이다. 시몬느 시뇨레 등이 주연으로 출연하였다.
이 영화는 아카데미 외국어 영화상 수상작이다.

## 출연

### 주연
- 시몬느 시뇨레